# Mycobacterium tuberculosis complex
Mycobacterium tuberculosis complex – grupa prątków z rodziny Mycobacteriaceae chorobotwórczych dla człowieka i odpowiedzialnych za klasyczną postać gruźlicy.
Do tej grupy zaliczane są:
- prątek gruźlicy (Mycobacterium tuberculosis),
- Mycobacterium africanum,
- prątek bydlęcy (Mycobacterium bovis),
- Mycobacterium bovis BCG,
- Mycobacterium microti
- Mycobacterium caprae
- Mycobacterium pinnipedii